# Coleophora oriolella
Coleophora oriolella é uma espécie de mariposa do gênero Coleophora pertencente à família Coleophoridae.